# Bénédiction (Angel)
Bénédiction est le 21e épisode de la saison 3 de la série télévisée Angel.

## Synopsis
Angel rentre à l'hôtel Hyperion après sa rencontre avec Connor. Sur les conseils de Holtz, qui réalise combien peu de temps a passé sur Terre depuis leur retour de la dimension de Quor-Toth, Connor retourne à l'hôtel retrouver Angel et en apprendre plus sur son compte. Angel essaie de se rapprocher de son fils en l'emmenant, après une vision de Cordelia, dans une mission pour sauver une jeune femme de vampires. Il s'avère que cette femme n'est autre que Justine Cooper et que Wesley et Lilah Morgan se trouvent aussi sur les lieux, Lilah s'étant arrangé pour que Justine soit dans un bar en même temps que des vampires. Angel et Connor se battent contre les vampires et les tuent tous tandis que Wesley et Lilah reconnaissent Connor et que Justine s'échappe. Fred et Gunn, en cherchant si quelqu'un d'autre que Connor a pu franchir le portail, surprennent Connor avec Holtz.  
Connor va retrouver Angel et l'informe que Holtz est revenu de Quor-Toth avec lui, ce que Fred et Gunn confirment quand ils arrivent peu après. Justine retrouve Holtz, qui lui demande un dernier service. Angel demande à Fred et Gunn d'occuper Connor pendant qu'il va voir Holtz, bien que Cordelia lui ait conseillé de ne pas mentir à son fils. Pendant qu'Angel et Holtz ont une explication tendue à l'issue de laquelle Holtz demande à Angel de s'occuper de Connor, car il est désormais trop vieux, et lui donne une lettre à lui remettre, Connor surprend une conversation entre Fred et Gunn qui lui apprend où est allé Angel. Il court retrouver Holtz. Après le départ d'Angel, Justine fait ce que Holtz lui a demandé : elle le tue en faisant passer ses blessures pour des morsures de vampire. Connor trouve Holtz mort dans les bras de Justine et croit qu'Angel est le responsable.

## Statut particulier
Noel Murray, du site The A.V. Club, évoque un épisode « formidable et bourré d'action » où tous les éléments sont mis en place de façon admirable pour le final de la saison et qui traite de la façon dont les gens s'observent les uns les autres et comment les yeux peuvent être trompés. Pour Ryan Bovay, du site Critically Touched, qui lui donne la note de A, c'est un épisode très réussi qui est « émouvant, choquant et parfois presque pervers » et qui l'a laissé « cloué devant l'écran le souffle court », son seul reproche étant que les personnages de Lorne, Fred et Gunn sont sous-utilisés.

## Distribution

### Acteurs crédités au générique
- David Boreanaz : Angel
- Charisma Carpenter : Cordelia Chase
- Alexis Denisof : Wesley Wyndam-Pryce
- J. August Richards : Charles Gunn
- Amy Acker : Winifred « Fred » Burkle

### Acteurs crédités en début d'épisode
- Vincent Kartheiser : Connor
- Laurel Holloman : Justine Cooper
- Mark Lutz : Groosalugg
- Andy Hallett : Lorne
- Stephanie Romanov : Lilah Morgan
- Keith Szarabajka : Daniel Holtz